# Звёздчатая клетка поджелудочной железы

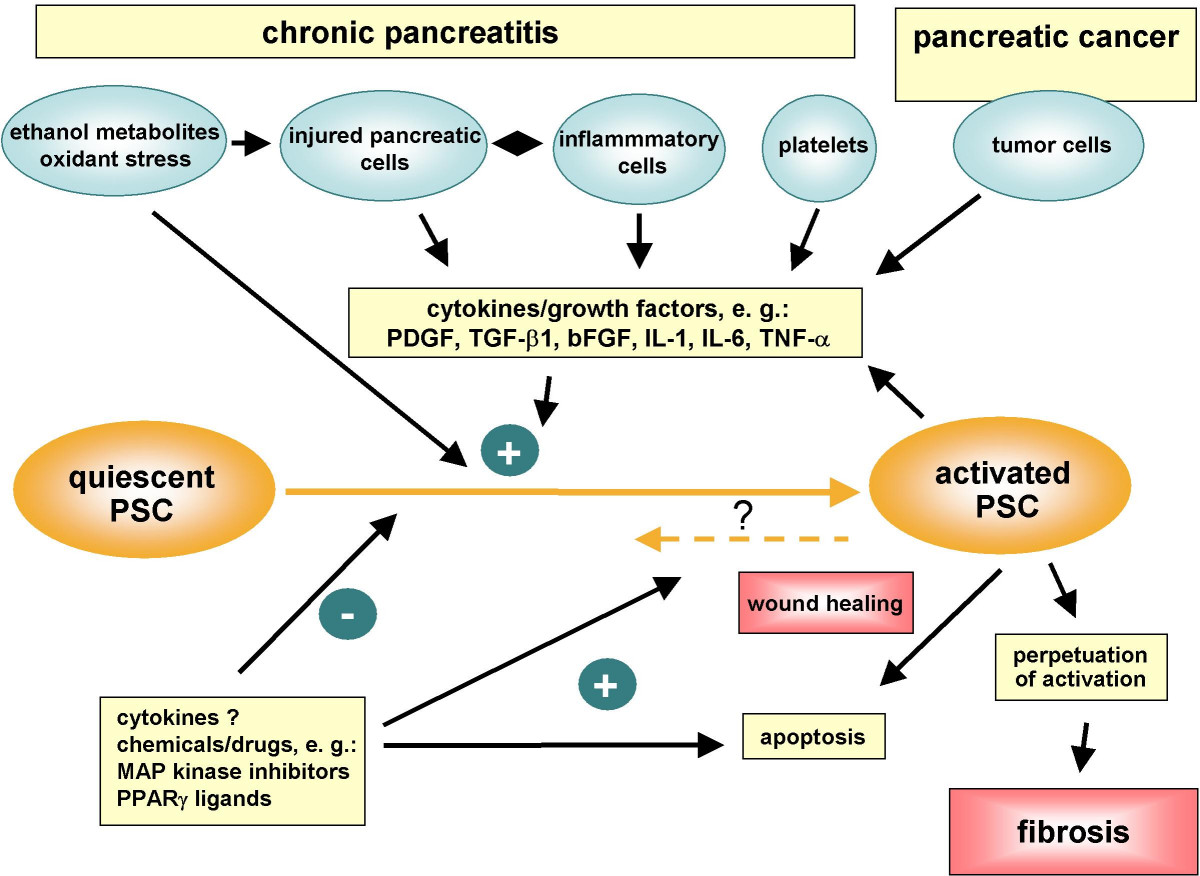
Активация звёздчатых клеток поджелудочной железы и её роль при панкреатите и раке поджелудочной железы. Профиброгенные медиаторы, такие как метаболиты этанола, цитокины, факторы роста, вызывают переход клеток в активное состояние. При излишне длительной активации клеток, например, при постоянно текущих патологиях, начинается фиброз поджелудочной железы. Иллюстрация из P.Jaster, 2004.

Звёздчатые клетки поджелудочной железы, панкреатические звёздчатые клетки (ПЗК; англ. Pancreatic stellate cells, PaSC, PSC) — миофибробласто-подобные клетки, способные переключаться от спокойного к активированному фенотипу и обратно, напоминая в этом качестве звёздчатые клетки печени. ПЗК обнаруживаются в экзокринных областях поджелудочной железы. При их активации они мигрируют к местам поражения железы и участвуют в починке повреждений, секретируя компоненты внеклеточного матрикса. Сбой работы ПЗК может играть роль в патогенезе панкреатита и рака поджелудочной железы.

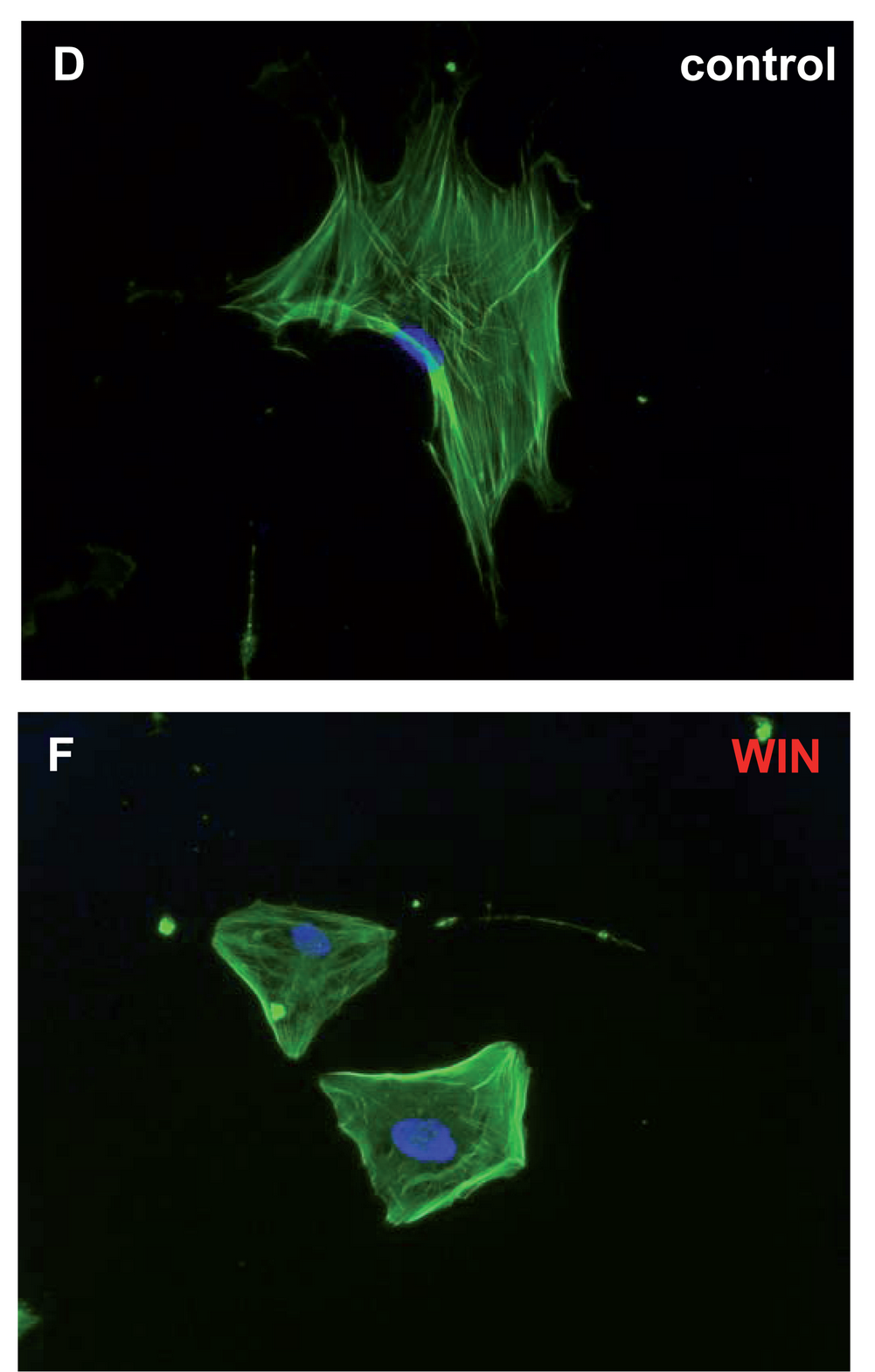
Звёздчатые клетки поджелудочной: в нижнем окне — под воздействием каннабиноидного агониста WIN. Michalski et al., 2008.